# Nedre Mjällådalens naturreservat
Nedre Mjällådalens naturreservat är ett naturreservat i Timrå kommun i Västernorrlands län.
Området är naturskyddat sedan 2024 och är 132 hektar stort. Reservatet ligger öster om Ljustorp och består av en sträcka av den oreglerade Mjällån   och dess dalgång  med gamla granskogar och områden med yngre blandskog och lövskog.